# 伊利諾伊聯盟
伊利諾伊聯盟（英語：Illinois Confederation），是一個位於北美洲上密西西比河河谷，擁有12至13個美洲原住民部落的集團。其中包括密歇根人（Michigamea）、默因維納人（Moingwena）、塔馬洛阿人（Tamaroa）、金科亞人（Chinkoa）、馬洛阿人（Maroa）、卡霍基亞人（Cahokia）、卡斯卡斯基亞人（Kaskaskia）、佩奧利亞人（Peoria）、埃斯佩明基亞人（Espeminkia）等等。在17世紀與歐洲人接觸時，據信他們有逾10,000人。多數的伊利諾伊人使用邁阿密-伊利諾伊語的方言，阿爾岡昆語族的一員，已知例外是使用蘇安語的密歇根人。它們佔據了從現代愛荷華州到現代芝加哥南部的密歇根湖岸邊到現代阿肯色州的寬闊倒三角形。到了18世紀中，只剩下五個主要部落：卡霍基亞、卡斯卡斯基亞、密歇根、佩奧利亞和塔馬洛阿。

## 名稱
伊利諾伊人的自稱不是“Illinois”，而是“Inoka”，一個意義不明的詞語。“Illinois”之稱來自邁阿密-伊利諾伊語的irenweewa，指“他／她平常地說話。”這一詞最先由分享同一語言的邁阿密族使用，之後被渥太華人借用成為ilin(i)we/alin(i)we，然後借入法語，再進入英語成為“Illinois”

## 歷史
當法國探險家在17世紀首次從加拿大前往該地區時，他們發現當地居住著一個充滿活力，人口眾多的阿爾岡昆語國家。今日我們對伊利諾伊人的認識是來自歷史檔案《耶穌會報導》，由法裔耶穌會會員所寫。生活在各個土著民族中的傳教士寫下了這些報導，並將報告發給了他們在法國的上級。其中一個伊利諾伊聯盟部落，卡霍基亞，獲使用作法國定居點的名稱，它在今日伊利諾伊州卡霍基亞，靠近卡霍基亞土墩遺址，一個前哥倫布時代的大城市。然而，至今依然不知道究竟伊利諾伊聯盟的人，包括卡霍基亞，是否與土墩的早期本土建造者有關。
班傑明·德雷克（Benjamin Drake）在1848年寫道，密歇根人和其他伊利諾伊聯盟的支派，遭受到薩克、福克斯、蘇族、奇珀瓦、渥太華和波塔瓦托米族的大型聯盟，以及南方切羅基人和喬克托族的攻擊。戰爭持續了一段長時間直到伊利諾伊聯盟被毀滅。德雷克記錄了到了1826年聯盟只剩下500名成員。派克中尉，在他的密西西比州之旅的資料指出，“因為殺死了薩克族的酋長，龐蒂亞克、伊利諾伊、卡霍基亞、卡斯卡斯基亞和佩奧利亞點燃了與薩克族和其盟友的一場戰爭，最終造成這個前國家的近乎完全毀滅。”

## 文化
伊利諾伊人生活在一個季節性循環之中，時而種植本土植物，時而進行狩獵；時而住在半永久村莊，時而住在狩獵營。他們季節性地住在由木材和編織墊製成的長屋和維格沃姆。他們種植玉米、豆類和南瓜，稱為“三姊妹”。他們會製作撒加瑪特等等的菜餚。他們亦都會採集野果，例如果實、水果、根部和塊莖。在狩獵季節，男士會狩獵野牛、鹿、加拿大馬鹿、熊、美洲獅、山貓、火雞、雁和鴨。婦女準備這些肉去保存，而皮毛則用作裝備和服裝。他們敲打楓樹，將汁液倒入飲料中，或將其煮成糖漿和糖。

## 注解
1. ↑  The Indian Tribes of North America, by John R. Swanton. Bulletin (Smithsonian Institution; Bureau of American Ethnology), 145.
2. ↑  The Illinois: Identity （页面存档备份，存于）, Illinois State Museum, 2000
3. ↑  . Museum.state.il.us.   [2013-09-14]. （原始内容存档于2013-11-03）.
4. ↑  Costa, David J. 2008. "On the Origins of the Name "Illinois"", Le Journal 24/4: 6-10.
5. ↑  Drake, Benjamin. . H.S. & J. Applegate & Co. 1848: 27.
6. ↑  "The Illiniwek" （页面存档备份，存于）, The Lewis and Clark Journey of Discovery, National Park Service, accessed 29 Sep 2009

## 延伸閱讀
- Masthay, Carl, editor. . St. Louis, Missouri: Carl Masthay. : 757. ISBN 0-9719113-04.

## 外部連結
- Some Account of the Indian Tribes Formerly Inhabiting Indiana and Illinois（页面存档备份，存于）
- The Illinois - State Museum of Illinois（页面存档备份，存于）
- Tribes of the Illinois/Missouri Region at First
- The Tribes of The Illinois Confederacy（页面存档备份，存于）
- Peoria Tribe of Indians of Oklahoma（页面存档备份，存于）
- Lenville J. Stelle, Inoca Ethnohistory Project: Eye Witness Descriptions of the Contact Generation, 1667 - 1700（页面存档备份，存于）